# Ladies' Code
Ladies' Code (hangul: 레이디스 코드; rr: Leidiseu Kodeu; MR: Reitisŭ K'otŭ), é um grupo feminino sul-coreano formado pela Polaris Entertainment em 2013. Consiste em três integrantes: Ashley, Sojung e Zuny. Sua formação original continha EunB e RiSe. Elas realizaram sua estreia em 7 de março de 2013 com o lançamento do extended play Code 01, acompanhado do single "Bad Girl". Em 3 de setembro de 2014, o grupo se envolveu em um acidente rodoviário grave enquanto retornavam para seu dormitório em Seul após a finalização das promoções do seu retorno "Kiss Kiss", que fatalmente resultou na morte das integrantes EunB e Rise. Depois de 17 meses de recuperação Ladies' Code retornou como um trio em 24 de fevereiro de 2016 com o seu extended play Mystery. 
No dia 17 de fevereiro de 2020, foi revelado através das redes sociais pelas integrantes do grupo e a empresa Polaris Entertainment que o contrato musical de Ashley, Sojung e Zuny tinha expirado e as mesmas optaram por não renová-lo e "encerrar" (hiatus) por tempo indeterminado as atividades do Ladies' Code para assim focarem em suas atividades individuais.

## História

### Antes da estreia
Antes da criação do grupo, a maioria dos membros já tinham algumas experiências na indústria de entretenimento.
RiSe participou do Miss Korea 2009 representando o Japão (Sua irmã Kwon RiAe participou do Miss Korea 2007) e venceu o Korean Abroad Award. Ela ganhou popularidade por estrelar em um show de talentos chamado Star Audition: The Greath Birth, e acabou no Top 12. Em seguida, ela apareceu, no Star Audition, com o colega David Oh como um casal no reality show We Got Married em 2011. RiSe, mais tarde, entrou para a KeyEast antes de trocar as agências em 2013.
SoJung foi finalista e acabou no Top 8 na primeira temporada do The Voice of korea. EunB era a cunhada do âncora do SBS 8 News, Kim Sung Joon. Ashley, antes de sua estreia, era conhecida por fazer uploads de covers de Kpop no Youtube através do canal "ashleych0i".

### 2012–13:Bad GirlePretty Pretty
Em 2012, Ladies' Code começou a gravar o seu álbum de estreia. No dia 20 de fevereiro de 2013, SoJung confirmou que ela estaria se juntando a um girl group formado pela Polaris Entertainment, e que elas iriam estrear no mês seguinte. As divulgações começaram em 25 de fevereiro de 2013, com o teaser vídeo de RiSe, seguido por de SoJung no dia 26, EunB no dia 27, Zuny no dia 28 e Ashley, a líder, no dia 1 de março. No dia 4 de março de 2013, foi lançando o teaser do grupo para o seu videoclipe.
O mini-álbum de estreia do grupo Code#01 junto com a faixa-título "Bad Girl", acompanhado com o videoclipe, foi lançado em 7 de março de 2013. No dia seguinte depois da estreia do grupo, a música foi bem nas paradas musicais, incluindo Bug, Soribada, Mnet e Daum, e, eventualmente, conseguiu ficar na posição 34 do Gaon Digital Chart. Elas tiveram sua primeira apresentação no M! Countdown no mesmo dia do lançamento do mini,  encerrando as promoçoes no Inkigayo, no dia 21 de abril de 2013.
O primeiro single digital "Hate You" foi lançado em 6 de agosto de 2013, servindo como um pré-lançamento para o segundo mini-álbum. A volta do grupo estava, originalmente, marcada para 25 de julho de 2013, mas Zuny teve uma inesperada lesão na perna, o que fez a volta do grupo ser adiada. A música estreou numa posição alta nos charts, conseguindo a posição um no chart de singles da Bugs. Em outros charts, a música conseguiu ficar no Top 10.
No dia 21 de agosto de 2013, Ladies' Code anunciou seu retorno com o segundo mini-álbum, Code#02 Pretty Pretty, qual foi lançado no dia 6 de setembro de 2013.

### 2014–2015:So Wonderful, Kiss Kisse acidente de carro fatal
Polaris Entertainment anunciou no dia 4 de fevereiro de 2014 que o grupo faria seu comeback com o seu segundo single "So Wonderful". O primeiro teaser do videoclipe foi lançado dois dias depois do anunciado, no dia 6 de fevereiro, mostrando a integrante RiSe deitada em um plástico filme transparente. O teaser foi lançado online seguido do segundo teaser no dia 10. A música foi produzida por Super Changddai qual trabalhou com o grupo desde a estreia. A música foi lançada junto com seu videoclipe, no dia 13 de fevereiro de 2014, com o grupo apresentando a música pela primeira vez no M! Countdown no mesmo dia.
No dia 31 de julho de 2014, Ladies' Code lançou uma imagem teaser do seu novo single "Kiss Kiss" e lançou um teaser vídeo no dia seguinte. Um segundo vídeo teaser foi lançado, aparecendo todas as membros recriando cenas de beijo do conto de fadas "O Príncipe Sapo", no dia 5 de agosto de 2014. Em 6 de agosto de 2014, o videoclipe de "Kiss Kiss" foi lançado online e o single foi lançado no dia 7 de agosto de 2014. Uma edição limitada do CD também foi lançada. O grupo começou as promoções para a música no KBS Music Bank no dia seguinte.
No dia 1 de setembro de 2014, Ashley revelou que o grupo estava trabalhando num novo álbum, mas nunca foi revelado se era um mini ou um álbum completo.
No dia 3 de setembro de 2014, por volta das 1:30 da noite, o grupo se envolveu em um acidente de carro sério enquanto voltava para Seoul, depois de gravar para o Open Concert para a KBS (e também, terminando as promoções para Kiss Kiss). O manager do grupo, Sr. Park, estava dirigindo a van e estava no limite da velocidade, dirigindo 137 (85 mph) km/h para uma distância de 100 km/h (62 mph) em uma zona de distância de 30 km (19 mi). A chuva deixou a estrada escorregadia, o que causou Park a perder o controle do veículo, fazendo com que a van do grupo derrapasse várias vezes antes de bater em um muro de proteção nas imediações de Singal Junction em Yeongdong Expressway.
EunB foi declarada morta na hora depois que os paramédicos chegaram no Sungbin Medical Center, enquanto os seis restantes passageiros foram levados para vários outros hospitais. SoJung e RiSe, que sofreram os danos mais sérios, foram levadas para a Universidade Católica do Hospital St.Vincent Korea em Suwon, de acordo com a situação crítica delas. A situação de RiSe piorou e ela foi transferida para o Hospital Universidade Ajou, onde morreu quatro dias depois, no dia 7 de setembro de 2014. A situação de SoJung foi considerada estabilizada. Ashley, Zuny, Park, e outro estilista tiveram lesões menores. No dia 29 de outubro, Ashley e Zuny receberam alta do hospital e passaram o tempo se recuperando em suas casas, enquanto SoJung foi transferida para um hospital perto de sua casa em Wonju. Elas voltaram para o dormitório do grupo, em Seoul, em 12 de novembro, com SoJung ainda recebendo tratamento ambulatorial.
A investigação realizada pelo Instituto Nacional de Investigação Científica (INIC), revelou e confirmou que a causa do acidente foi dirigir acima do limite de velocidade e por causa do pneu traseiro que saiu devido ao impacto da van contra o muro de proteção. Foi relatado que nenhum dos airbags da van inflaram na hora do impacto, enquanto testemunhas dizem que o veículo rodou várias vezes após bater no muro. Um trabalhador da ambulância relatou:
Não me lembro de ter desprendido quaisquer cintos de segurança.
Em memória de EunB e RiSe, o grupo conseguiu sucesso nas paradas musicais porque os fãs do grupo começaram a postar mensagens em comunidades onlines e encorajando as pessoas a ouvirem a música "I'm Fine Thank You" (do segundo EP do grupo, o Pretty Pretty) como um tributo e para cumprir o sonho de EunB de ficar em primeiro nas paradas musicais. A música acabou no topo de várias paradas musicais várias vezes, incluindo Melon, Bugs, Genie, Monkey3 e Olleh, também pegando a terceira posição no chart da Gaon, fazendo esse a maior posição de Ladies' Code nas paradas musicais. "I'm Fine Thank You" e "Kiss Kiss" debutaram, respectivamente, em #6 e #21 no chart da Billboard, fazendo essa as duas primeiras vezes entrando no chart.
A apresentação final do grupo com todos os cinco membros foi ao ar no KBS no dia 14 de setembro de 2014, como um tributo a EunB e RiSe. No dia 15 de setembro de 2014, Polaris Entertainment lançou um videoclipe para "I'm Fine Thank You" como tributo, usando cenas especiais do grupo, em tributo a EunB e RiSe.
Em novembro de 2014, Park foi preso e indiciado sob a acusação de causar um acidente fatal e foi condenado a dois anos e dois meses de prisão no dia 15 de janeiro de 2015. Em 25 de março de 2015, Park apelou para reduzir a sua sentença. Em abril de 2015, ele fez um acordo com as famílias de EunB e RiSe com uma recompensa que não teve o valor revelado. O apelo de Park funcionou e a sentença dele foi reduzida para um ano e dois meses de prisão. Ele também teve de fazer 160 horas de serviço comunitário e participar de 40 horas de aula de condução.
No dia 26 de abril de 2015, foi relatado que Zuny, Ashley e SoJung tinham retomado a sua rotina de treinamento, continuando a receber aconselhamento e tratamentos de acompanhamento para ferimentos sofridos desde o acidente.
Em 28 de maio, foi anunciado que a Polaris criou o "I'm Fine Thank You: RiSe & EunB Memorial Concert", um concerto em memória as membros falecidas. Foi marcado para 22 de agosto de 2015, no Shinagawa Stellar-ball em Tokyo, Japão, em tributo ao sonho de RiSe de, algum dia, atuar no seu país natal. O concerto teve aparições de artistas da Polaris, incluindo Kim Bum-soo, Rumble Fish e Yang Dong-geun, e uma apresentação de Ashley, SoJung e Zuny, com a primeira música desde o acidente, intitulada de "I'll Smile Even If It Hurts". Sojung participou diretamente da composição e produção da música.
No dia 3 de setembro, Sojung e artistas da Polaris lançaram um cover de "I'm Fine Thank You" em memória a EunB e Rise (primeiro aniversário de morte de EunB). Um representante da Polaris disse que todos os rendimentos da canção seriam enviados para a caridade. Ladies' Code lançou "I'll Smile Even If It Hurts" como um single digital em 7 de setembro de 2015, o primeiro aniversário de morte de RiSe.

### 2016–2020: retorno como trio,The Rain,solo  da  Sojung  eSet Me Free

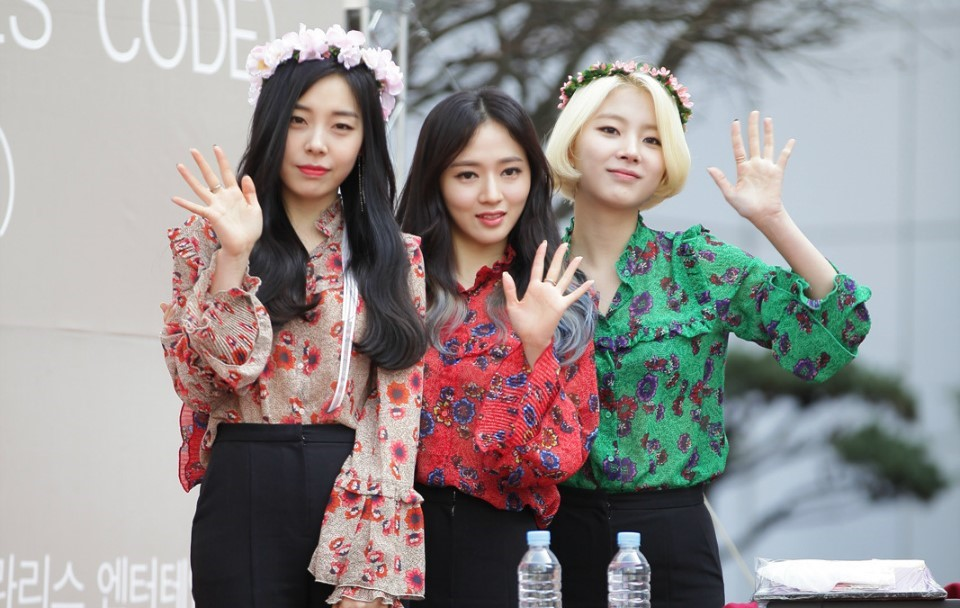
Ladies' Code em março de 2016
[Ashley, SoJung e Zuny]

No início de 2016, Polaris Entertainment revelou que o grupo estava produzindo um novo álbum e preparando o retorno como trio (SoJung, Ashley e Zuny) para o final de fevereiro, o primeiro desde o acidente. A empresa declarou ainda que não havia planos para contratar novos integrantes para o grupo.
No dia 15 de fevereiro de 2016, Ladies' Code começou a lançar teasers do primeiro álbum single como trio, intitulado de Myst3ry. A faixa-título é "Galaxy" e, junto com o álbum, foi lançada oficialmente em 24 de fevereiro de 2016. Logo foi anunciado que MYST3RY é a primeira parte de um projeto chamado "Trilogia da Cura". No dia 30 de março foram lançados remixes das 3 músicas de seu álbum, My Flower (Blossom Mix), Galaxy (The 3dge Mix) e Chaconne (Arieta Mix). 
No final de setembro foi anunciado que o Ladies' Code estava preparando um novo comeback com data prevista para outubro. Em 12 de outubro de 2016 foi lançado o single Strang3r junto com o MV de "The Rain" (faixa titulo), além de duas novas músicas e os remixes do Myst3ry.
Em 3 de maio de 2017, SoJung lançou uma música solo chamada "우린 왜 이별 하는 걸까?(Better than Me)", disponível no iTunes sob o nome de "SoJeong". Ela ganhou um videoclipe oficial com a participação de HyunJin (integrante de Loona).
No dia 16 de maio de 2019, Ladies Code lançou o single promocional "Feedback", seu primeiro retorno musical após 2 anos e 7 meses.
No final de setembro a empresa Polaris anunciou que o grupo retornaria com um mini-álbum. "Code 03 Set Me Free" e a música-título "Set Me Free" foram lançados em 11 de outubro.
Em 17 de fevereiro de 2020, o Ladies 'Code deixou a Polaris Entertainment após o vencimento de seus contratos com a gravadora. O grupo está atualmente em hiato indefinido, com os membros seguindo carreiras solo. 

## Integrantes
- Ashley (hangul: 애슐리), nascida Choi Bit-na (hangul: 최빛나) em 9 de novembro de 1991 (33 anos) em Nova Iorque, Estados Unidos.
- Sojung (hangul: 소정), nascida Lee So-jung (hangul: 이소정) em 3 de setembro de 1993 (31 anos) em Wonju, Gangwon, Coreia do Sul.
- Zuny (hangul: 주니), nascida Kim Joo-mi (hangul: 김주미) em 8 de dezembro de 1994 (30 anos) em Gwangju, Coreia do Sul.

### Ex-integrantes
- Rise (hangul: 리세), nascida Kwon Ri-se (hangul: 권리세) em 16 de agosto de 1991 em Fukushima, Japão. Faleceu em 7 de setembro de 2014 com 23 anos.
- EunB (hangul: 은비), nascida Go Eun-bi (hangul: 고은비) em 23 de novembro de 1992 em Seul, Coreia do Sul. Faleceu em 3 de setembro de 2014 com 21 anos.

## Discografia

### Extended plays
- Code 01 Bad Girl (2013)
- Code 02 Pretty Pretty (2013)
- Stranger (2016)
- Code 03 Set Me Free (2019)

### CDsingles
- Kiss Kiss (2014)
- Mystery (2016)
- Feedback (2019)